# Hall of Fame for Great Americans
El Hall of Fame for Great Americans (literalment en català "saló de la fama dels grans estatunidencs") és un monument erigit en honor dels estatunidencs cèlebres situat al Bronx Community College de la Universitat de Nova York. Es tracta del primer monument d'aquest tipus. Després s'han fet altres Hall of Fame per a dominis específics.
Es va acabar l'any 1900, integrat al campus de la universitat; aquest memorial va ser finançat per la filantropa Helen Gould amb 2.000.000 $.
El Hall of Fame es dirigeix a les altures ocupades per l'exèrcit britànic en el seu atac victoriós contra el Fort Washington (Nova York) a la tardor de 1776.

## Arquitectura
L'estructura del memorial és un espai columnar circular obert de 200 metres que pot tenir 102 busts de bronze. És d'estil neoclàssic signat per Stanford White. Hi ha una inscripció al frontó: 
"By wealth of thought, or else by mighty deed, They served mankind in noble character. In worldwide good they live forever more."
«Per la riquesa de l'esperit, o per l'empenta dels seus actes, ells han servit la humanitat amb noblesa. Ells continuen vivint pel bé del món sencer.»
La base de cada escultura té una placa amb el nom de la persona, les dades per les quals se l'honora, i les cites. Cada bronze està fabricat especialment per aquest saló i no se'n poden fer còpies durant 50 anys.

## Nominació
Per poder ser nominat han d'haver nascut als Estats Units o haver-se naturalitzat ciutadans dels Estats Units. Ha de fer un mínim de 25 anys de la seva mort i haver contribuït de manera important a la vida econòmica, política o cultural de la nació.

## Primer grup
Els 29 primers escollits l'any 1900 foren: 
| - George Washington - Abraham Lincoln - Daniel Webster - Benjamin Franklin - Ulysses S. Grant - John Marshall - Thomas Jefferson - Ralph Waldo Emerson - Robert Fulton - Henry Wadsworth Longfellow - Washington Irving - Jonathan Edwards - Samuel Morse - David G. Farragut - Henry Clay - George Peabody - Nathaniel Hawthorne - Peter Cooper - Eli Whitney - Robert E. Lee - Horace Mann - John James Audubon - James Kent - Henry Ward Beecher - Joseph Story - John Adams - William Ellery Channing - Gilbert Stuart - Asa Gray |

## Altres grups
11 personnatges s'afegiren el 1905 i 11 més el 1910.
- Dones: Maria Mitchell, Emma Willard, Mary Lyon, Harriet Beecher Stowe, i Frances E. Willard.
- Homes: John Paul Jones, Edgar Allan Poe, James Fenimore Cooper, i Andrew Jackson.

## Actualment
Amb l'abandonament d'aquest campus per la universitat de New York el 1973, el Hall of Fame quedà en l'oblit i perdé les subvencions privades. Al final de la dècada de 1970 va ser adquirit per l'estat.